# Joey Santiago
Joey Santiago (nacido Joseph Alberto Santiago en Manila, Filipinas; 10 de junio de 1965) es un cantante, compositor y músico estadounidense. En activo desde 1986, es conocido fundamentalmente por ser el guitarrista de la banda estadounidense de rock alternativo Pixies. Después de la ruptura de la banda en 1993, Santiago compuso bandas sonoras para televisión y documentales, además de formar The Martinis con su mujer, Linda Mallari. También contribuyó en los álbumes de Charles Douglas y Frank Black, compañero de Pixies, volviendo como guitarrista tras la reunión de la banda en 2004.
Santiago ha descrito su forma de tocar la guitarra como "angular y torcida", y cita a Les Paul, Chet Atkins, Joe Pass y Jimi Hendrix como sus mayores influencias. Su estilo, como parte del sonido de Pixies, ha sido aclamado por la crítica: Laurel Bowman de MTV comentó que "el sonido de Santiago es la llave de la imponente presencia de Pixies".

## Juventud
Santiago nació en Manila, Filipinas, el 10 de junio de 1965, el tercero de seis hijos de un anestesista. La familia Santiago era una de las más pudientes y poderosas de Filipinas. En 1972, cuando el Presidente Marcos declaró la  ley marcial, la familia emigró a los Estados Unidos. Tras dos años en Yonkers, Nueva York, la familia se mudó a Longmeadow, Massachusetts, donde Santiago asistió a Longmeadow High School. Su primera experiencia con un instrumento musical fue con un órgano Hammond a los ocho años, aunque nunca se lo tomó en serio ya que tenía que compartir el órgano con sus cinco hermanos. La primera vez que tocó una guitarra fue a los nueve años cuando notó que su hermano mayor tenía una guitarra clásica colgada en su habitación como decoración. La primera canción que aprendió a tocar fue "Rock and Roll" de The Velvet Underground
En su adolescencia comenzó a mostrar interés por la programación, llamando a su primer programa informático "Iggy", y al segundo "Pop", en honor al cantante de punk rock Iggy Pop. Después de graduarse en 1983, Santiago comenzó sus estudios en la Universidad Amherst de Massachusetts, decidiéndose por la carrera de económicas, después de un tiempo de incertidumbre. En la Universidad conoció a Charles Thompson, un estudiante de antropología y futuro líder de Pixies. Después de ver a Thompson tocando la guitarra con su compañero de habitación, Santiago volvió a casa a por su guitarra, y pronto después estaban tocando juntos.
Santiago y Thompson comenzaron a compartir habitación en el segundo semestre. Santiago pronto introdujo a su compañero de habitación al punk de los años 1970 y a la música de David Bowie. Después, recordaría su tiempo juntos en la universidad:

Charles y yo teníamos una habitación en la Universidad. Íbamos a conciertos, recuerdo haber visto a Black Flag y Angst. Inicialmente, creo que simplemente nos caíamos bien. Me percaté enseguida de que hacía música. [...] Él escribía las canciones, y yo aportaba mis ideas a la guitarra.

 En su segundo año de universidad, Thompson viajó a Puerto Rico en un viaje de intercambio. Después de seis meses viviendo con un "compañero de habitación raro, psicótico y gay", Thompson le envió una carta a Santiago que decía: "Tenemos que hacerlo, ahora es el momento, Joe, tenemos que perseguir nuestros sueños"; Santiago contestó, diciendo: "Sí, ahora es nuestro momento". Al recibir esta respuesta, Thompson decidió volver a Amherst, Massachusetts, para formar una banda de rock con Santiago.

## Pixies
Cuando Thompson regresó a Massachusetts, ambos dejaron la universidad y se mudaron a Boston. Comenzaron trabajos temporales en fábricas, con Santiago trabajando en una compañía que fabricaba tablas de cortar para carniceros. En enero de 1986, Thompson formó Pixies junto a Santiago. Francis le dio a Santiago a elegir entre el bajo y la guitarra principal, siendo esta última la elección de Santiago. Escogieron el nombre de la banda después de buscar de forma aleatoria una palabra en el diccionario y gustarles la definición de Pixies, "duendecillos traviesos". Ficharon a Kim Deal una semana después, tras incluir un anuncio clasificado en un periódico de Boston buscando bajista "a quien le gustara Hüsker Dü y Peter, Paul and Mary". Después, ficharon al batería David Lovering por recomendación del marido de Deal.
Pixies ensayaron durante 1986, y comenzaron a tocar en Boston a finales de 1986 y a lo largo de 1987. Santiago conoció a su futura mujer, Linda Mallari, cuando se sentó a su lado después de un concierto de Pixies en The Rat, Boston. Ella también se ofreció a tocar con ellos, aunque Santiago le dijo que "ya había una chica en la banda". Durante el tiempo de Santiago en Pixies, ambos se juntaban para escribir canciones y beber martinis juntos, pero nunca llegaron a editar nada. Según Santiago, al comienzo de su relación se separaron en varias ocasiones.
Pixies firmó con la discográfica independiente británica 4AD en 1987. Al conocer al dueño de la discográfica Ivo Watts-Russell, Santiago dijo: "Lo único que quiero es que me hagas famoso en Filipinas porque allí todas las chicas son guapísimas". Watts-Russell diría después "eso es probablemente lo único que le he oído decir a Joey", siendo famoso por lo callado que es. El primer EP de Pixies, Come On Pilgrim, contiene su particular estilo de tocar, notable en canciones como "The Holiday Song" y "Vamos".
Después de los dos primeros álbumes de la banda, Surfer Rosa (1988) y Doolittle (1989), la relación entre los miembros de la banda comenzó a tensarse; Pixies estaba constantemente de gira y habían lanzado tres álbumes en dos años. Durante un concierto en Boston, parte de la gira "Fuck or Fight", Santiago destrozó su guitarra y se marchó del concierto. Pixies se tomó un descanso, en el que Santiago viajó al Gran Cañón para "encontrarse a sí mismo". Cuando la banda volvió al trabajo en 1990, Santiago aportó su particular estilo a los siguientes álbumes, Bossanova y Trompe le Monde, adoptando un estilo de surf rock en este último. Pixies se separó en 1992, en mayor parte por la tensión entre Black y Deal, aunque la ruptura no se hizo oficial hasta comienzos de 1993.

## Composición y The Martinis
Después de la ruptura de Pixies, Santiago cayó en depresión los primeros años, aunque mantuvo buenas relaciones con Black Francis (nombre que adoptó Thompson en su etapa de Pixies y que después pasaría a llamarse Frank Black). Black, que estaba grabando su álbum debut, Frank Black, contactó con Santiago para que contribuyera en el álbum. Santiago aceptó, y él y su mujer se trasladaron de Florida a Los Ángeles. La pareja acabó instalándose, por antojo, en el antiguo piso de Black en Los Ángeles. Santiago tocó la guitarra en varios álbumes de Frank Black, incluyendo Teenager of the Year de 1994, además de contribuir en el álbum del mismo año de Steve Westfield, Mangled. También, formó un año después una banda llamada The Martinis con su esposa. Para finales de los años 1990 el único trabajo editado de The Martinis consistía en un sencillo, el autoproducido "Free" de 1995, que aparece en la banda sonora de la película Empire Records. La banda tocó ocasionalmente en directo hasta 2001.
A mediados de la década de 1990, Santiago comenzó a explorar el software de edición de audio. Después de hacer varias composiciones para películas independientes, incluyendo Crime and Punishment in Suburbia de 2000 (donde volvió a colaborar con Black), Santiago escribió junto a Michael Andrews la banda sonora para la serie de Fox Network, Undeclared. Continuó aportando su guitarra en álbumes de otros artistas, colaborando con Charles Douglas en su álbum Statecraft. Compuso la banda sonora de la película The Low Budget Time Machine en 2003 y compuso dos canciones, "Birthday Video" y "Fake Purse," para la serie de televisión de Showtime Weeds en 2005.
Mallari y Santiago continuaron componiendo material para The Martinis, aunque ya no tocaban en directo. Su álbum debut, Smitten, se editó en 2004, tras dos años de trabajo; la pareja contó con varios artistas en la grabación, incluyendo al batería Josh Freese. Santiago describió el álbum como "mucho más pop y con más florituras" que los trabajos anteriores de la banda. La banda también lanzó The Smitten Sessions, un EP en edición limitada, al mismo tiempo.

## Reunión de Pixies y futuros proyectos

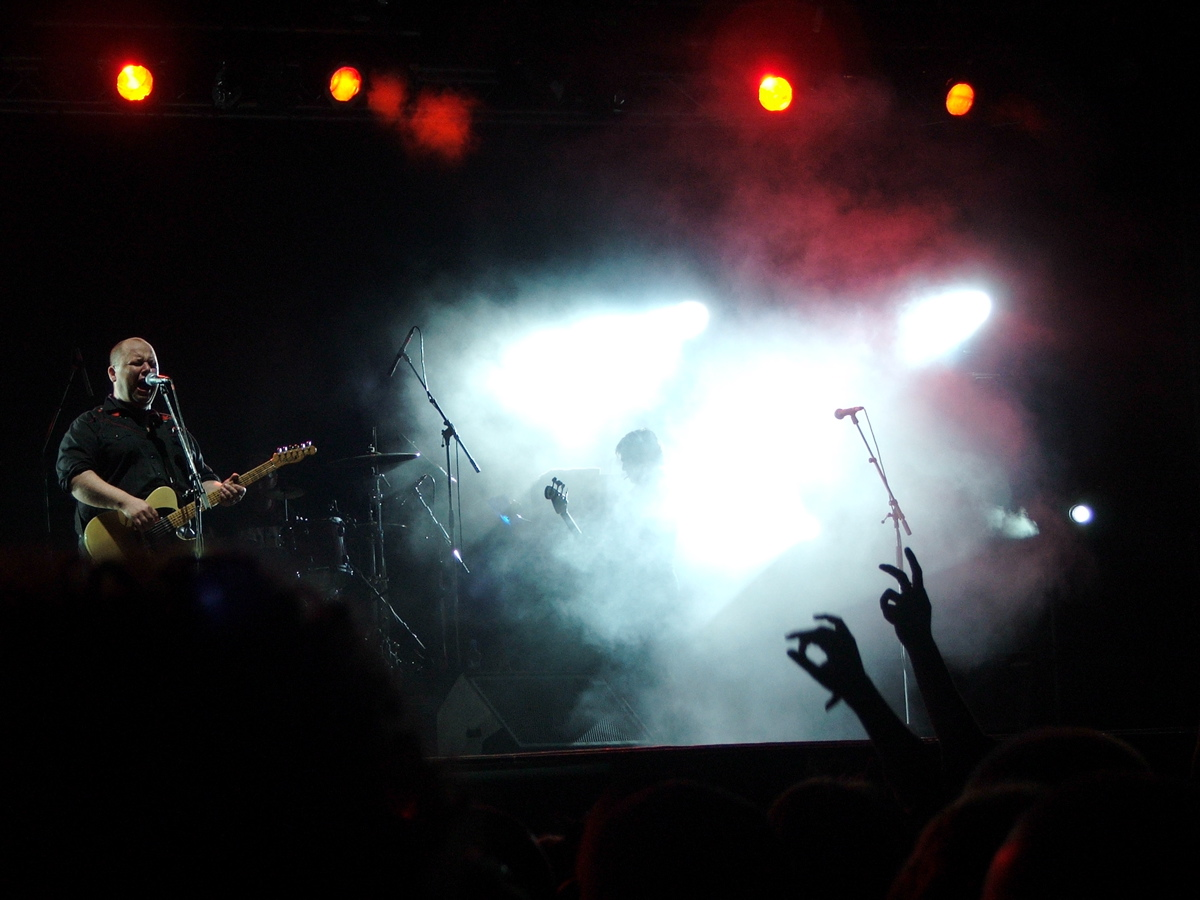
Pixies en 2006.

Después de la ruptura de Pixies en 1993, Santiago mantuvo contacto con todos los miembros de la banda. En el verano de 2003, Black decidió intentar reunir nuevamente a Pixies y llamó en primer lugar a Santiago. Santiago después explicaría:

Me llamó al móvil y yo estaba en Cape Cod visitando a mi familia. Dijo con voz pusilánime, 'Hey Joey, uh, ¿has oído esos rumores de que nos vamos a volver a reunir? ¿Me pregunto quién empezó eso?' Yo dije, 'Charles, ¿lo hiciste tú?' y dijo, 'Sí'.

 Santiago, después contactó con Lovering y Deal para informarles de la decisión de Black y para el verano de 2004 la banda se había reunido nuevamente. DreamWorks pidió a Pixies a principios de 2004 que compusieran una canción para la banda sonora de Shrek 2. Aceptaron, y las primeras grabaciones de la canción se hicieron en el sótano de Santiago. Con la experiencia de Joey con bandas sonoras, la banda, en palabras de Deal, "trabajó un poco el tema con Pro Tools", antes de mandarlo al estudio. DreamWorks rechazaron la canción, así que la banda lo lanzó como sencillo, "Bam Thwok", exclusivamente para descarga de iTunes Music Store.
Además de Pixies y The Martinis, Santiago hizo la banda sonora del documental Radiant City en 2006. También firmó un contrato con la agencia de sonido Elias Arts ese mismo año, y se centró en hacer música para anuncios televisivos. En una entrevista a Billboard.com en marzo de 2006, desmintió la posibilidad de un nuevo álbum de Pixies en ese momento:

Sólo estaría interesado si funciona de una forma orgánica; si todos nuestros compromisos lo permiten y nos apetece. Esa sería la única razón para hacerlo".

 Santiago también tocó en un concierto benéfico para el batería Wally Ingram en febrero de 2007 con The Martinis (el primer concierto de la banda en seis años).

## Estilo musical
Santiago describe su forma de tocar como "angular y torcida", "todo viene de momentos en que escuchaba a guitarristas que me animaban los oídos". Atribuye mucho de su estilo de tocar a las canciones con las que disfrutaba cuando comenzó a tocar la guitarra, como "Savoy Truffle" de The Beatles, donde "George Harrison tocaba esa nota torcida de la que me enamoré y después exprimí hasta el final". Usó estas técnicas con Pixies: la canción "Dead" de Doolittle comienza con la guitarra de Santiago "graznando" como un "animal herido". A medida que Santiago aprendía a tocar la guitarra, se veía a sí mismo como un amateur autoconsciente; sorprendentemente, sigue mencionando la poca confianza que tiene en su forma de tocar.
Santiago, en vez de escuchar la radio comercial, retiraba álbumes de rock and roll de la librería pública en su juventud, donde descubrió primero a Les Paul y Jimi Hendrix, y después al guitarrista de jazz Wes Montgomery. Asimismo, descubrió artistas de jazz como Joe Pass y Chet Atkins después de leer las notas de los libretos de los álbumes. Santiago fue influido de forma directa por el "acorde Hendrix", el acorde dominante que generalizó Hendrix. En su adolescencia, Santiago también escuchaba rock clásico y artistas de protopunk como The Who, The Rolling Stones, The Velvet Underground e Iggy Pop.
La forma de actuar de Santiago en el escenario contrasta con su carácter generalmente tímido; a menudo experimenta con su instrumento y equipación durante sus conciertos. El marido de Deal, John Murphy, dijo que cuando tocaba la canción "Vamos" en directo, Santiago solía "darle de hostias a sus amplificadores", a menudo levantándolos y moviéndolos de sitio. En algunos solos de guitarra, Santiago a menudo se lleva la guitarra a la boca y rompe las cuerdas con los dientes.

## Discografía

### Pixies
- Come On Pilgrim (1987)
- Surfer Rosa (1988)
- Doolittle (1989)
- Bossanova (1990)
- Trompe le Monde (1991)
- Indie Cindy (2014)
- Head Carrier (2016)
- Doggerel (2023)

### ConFrank Black
- Frank Black (1993)
- Teenager of the Year (1994)
- Dog in the Sand (2001)
- Devil's Workshop (2002)
- Show Me Your Tears (2003)
- Frank Black Francis (2004)

### ConThe Martinis
- Smitten (2004)
- The Smitten Sessions (2004)

### Otras apariciones
Apariciones como guitarrista, a menos que se indique lo contrario:
- Mangled (Steve Westfield, 1994)
- Stuff (Holly McNarland, 1997)
- It Came from the Barn (productor) (Pajama Slave Dancers, 1997)
- Home Is Where My Feet Are (Holly McNarland, 2002)
- Statecraft (Charles Douglas, 2004)
- Weeds ( "Birthday Video" y "Fake Purse") (Weeds, 2005)
- In Pursuit Of Your Happiness (Mark Mulcahy, 2005)
- Song of Remembering (The Rentals, 2009)